# 글렌코어
글렌코어(영어: Glencore plc)는 스위스의 무역 회사이다. 글렌코어는 스위스 바르(Baar)에 본사를 두고 있는 스위스 다국적 상품 무역 및 광업 회사이다. 글렌코어의 석유 및 가스 본사는 런던에 있고 등록 사무소는 저지주 세인트헬리어에 있다. 현재 회사는 2013년 5월 2일 글렌코어와 Xstrata의 합병을 통해 탄생했다. 2015년 기준으로 이 회사는 포춘 글로벌 500 세계 최대 기업 목록에서 10위를 차지했다. 2020년 포브스 글로벌 2000에서 글렌코어 인터내셔널은 세계에서 484번째로 큰 상장 기업으로 선정되었다. 2022년 7월 현재 세계 최대의 상품 거래업체이다.
글렌코어 인터내셔널로서 이 회사는 이미 세계 최대의 상품 통합 생산업체이자 마케팅 업체 중 하나였다. 스위스 최대 기업이자 세계 최대 상품 무역 회사였으며, 2010년 세계 시장 점유율은 국제 무역 아연 60%, 국제 무역 구리 50%, 국제 무역 곡물 시장 9%, 국제 무역 석유 시장 3%였다.
글렌코어는 전 세계에 수많은 생산 시설을 보유하고 있으며 자동차, 발전, 철강 생산 및 식품 가공 산업의 국제 고객에게 금속, 광물, 원유, 석유 제품, 석탄, 천연 가스 및 농산물을 공급한다. 이 회사는 1994년 마크 리치(Marc Rich) + Co AG(자체는 1974년 설립)의 경영진 인수로 설립되었다. 2011년 5월 런던 증권 거래소에 상장되었으며 FTSE 100 지수의 구성 요소였다. 홍콩증권거래소에 2차 상장을 했으나 2018년 1월부터 탈퇴했다. 글렌코어의 주식은 2013년 11월 요하네스버그 증권거래소에서 거래를 시작했다. 2016년 기준 카타르투자청이 최대주주이다. 2022년 3월 카타르의 소버린 웰스 펀드(Sovereign Wealth Fund)는 글렌코어의 8억 1200만 파운드(미화 11억 달러) 상당의 지분을 매각할 것이라고 발표했다.